# Sant Salvador de Figuerola
Sant Salvador de Figuerola és una església romànica situada en el despoblat de Figuerola, municipi de les Piles (Conca de Barberà), i protegida com a bé cultural d'interès local.

## Descripció
L'edifici és d'una nau amb absis semicircular a la capçalera. Va coberta per una volta de canó col·locada sobre un sistema d'arcs formers situats al llarg dels murs laterals. És possible que en origen l'església anés coberta per una encavallada de fusta. Els murs primitius, per tant, haurien esdevingut insuficients, ja que l'empenta d'una volta és molt superior. Això va poder solucionar-se bastint aquestes arcades com a reforç dels murs originaris. La porta d'accés s'obre en el mur sud: és adovellada i d'arc de mig punt. Una motllura a manera de guardapols recórrer tot el perímetre exterior de l'arc. No hi ha cap mena d'ornamentació. Al bell mig de l'absis hi ha una finestra espitllera, decorada a l'exterior amb un bordó amb puntes de diamant. A l'edifici són evidents diversos processos d'obra, a més de la possible modificació de la volta cal esmentar la fàbrica durant el segle xiv de la capella oberta en el mur nord. A la part alta dels murs externs hi ha les restes d'una cornisa decorades en ziga-zaga.

## Història
Figuerola apareix mencionada com a afrontació l'any 1080. Aleshores no era més que una quadra. El lloc va ser colonitzat i consta documentalment que al llarg de tot el segle xii, el seu castell va pertànyer als Timor. Es menciona la parròquia de Figuerola l'any 1150 com una possessió de la Canongia de Solsona. Pel que fa pròpiament a l'edifici, la referència més antiga correspon al 1195. Va testar en aquesta data un dels castlans dels Timor a l'indret i va cedir un llegat a Sant Salvador. A darrers del segle xiii, per donació, Figuerola va passar a dependre del monestir de Santes Creus. D'aleshores fins a la desamortització de Mendizábal va estar integrada en el senyoriu territorial dels cistercencs
A mitjans del segle xiv es va construir una capella en el mur nord, possiblement gràcies a la donació feta pel mercader colomí Pere Miró (1347). Durant el segle xiv, es troben documentats donats que tenen cura del manteniment de l'església.
Vers 1984 va apuntalar-se i restaurar-se l'absis de l'església, que presentava importants esquerdes verticals.